# Phytocoris onustus
Phytocoris onustus är en insektsart som beskrevs av Van Duzee 1920. Phytocoris onustus ingår i släktet Phytocoris och familjen ängsskinnbaggar. Inga underarter finns listade i Catalogue of Life.